# Linda Haynes
Linda Haynes (* 4. November 1947 in Miami, Florida als Linda Lee Sylvander; † 17. Juli 2023 in Summerville, South Carolina) war eine US-amerikanische Schauspielerin. Nach einigen Film- und Fernsehproduktionen in den 1970er und 1980er Jahren zog sie sich aus dem Geschäft zurück und begann als Sekretärin in einer Anwaltskanzlei zu arbeiten.

## Leben und Karriere

### Frühe Jahre
Linda Haynes wurde 1947 in Miami als die erste von drei Töchtern schwedischer Eltern, geboren. Ihre Schwestern heißen Yvette und Yvonne Sylvander.

### Karriere
Nachdem Haynes erstmals 1967 im Abspann ungenannt als „Golf caddie“ in Derek Flint – Hart wie Feuerstein aufgetreten war, spielte sie 1969 neben Cesar Romero, Richard Jaeckel und Joseph Cotten in U-4000 – Panik unter dem Ozean in der Rolle der „Dr. Anne Barton“.
1971 und 1972 trat Haynes ausschließlich in Fernsehserien auf, in jeweils einer Folge von Room 222 (1971), Owen Marshall – Strafverteidiger (1971), The Fisher Family (1971) und Meine drei Söhne (1972).
Ab 1973 war sie, abgesehen von einer Ausnahme, ausschließlich in Filmen zu sehen und lieferte beispielsweise in Coffy – die Raubkatze (1973), Unter Wasser stirbt man nicht (1975), Gehirnwäsche (1979) und Das Guyana-Massaker (1980) Auftritte ab. 1980 spielte sie neben Robert Redford in ihrem letzten Film Brubaker als „Carol“, bevor sie mysteriöser Weise das Filmgeschäft verließ und als Sekretärin in einer Anwaltskanzlei arbeitete. Zudem ging Haynes ihrem Hobby, der Malerei, nach.
1995 wurde sie von dem Regisseur Quentin Tarantino und dem Autor Tom Graves gefunden. Letzterer veröffentlichte 2015 ein langes Profil über Haynes mit dem Titel „Blonde Shadow: The Brief Career and Mysterious Disappearance of Actress Linda Haynes“, das in seiner Anthologie „Louise Brooks, Frank Zappa & Other Charmers & Dreamers“ enthalten ist.

### Tod
Im Jahr 2019 zog sie nach South Carolina, um ihren Lebensabend in der Nähe ihres Sohnes und ihrer Enkelkinder zu verbringen. Am 17. Juli 2023 starb sie im Alter von 75 Jahren in Summerville, South Carolina.

## Filmografie

### Filme
- 1967: Derek Flint – Hart wie Feuerstein (In Like Flint)
- 1969: U 4000 – Panik unter dem Ozean (Ido zero daisakusen)
- 1973: Coffy – die Raubkatze (Coffy)
- 1974: The Nickel Ride
- 1975: Unter Wasser stirbt man nicht (The Drowning Pool)
- 1977: Der Mann mit der Stahlkralle (Rolling Thunder)
- 1979: Gehirnwäsche (Human Experiments)
- 1980: Brubaker

### Fernsehen
- 1971: Room 222 (Fernsehserie, 1 Folge)
- 1971: Owen Marshall – Strafverteidiger (Fernsehserie, 1 Folge)
- 1971: The Fisher Family (Fernsehserie, 1 Folge)
- 1972: Meine drei Söhne (My Three Sons, Fernsehserie, 1 Folge)
- 1974: Papermoon (Fernsehserie, 1 Folge)
- 1975: Judgment: The Court Martial of Lieutenant William Calley (Fernsehfilm)
- 1980: Das Guyana-Massaker (Guyana Tragedy, auch The Mad Messiah, Fernsehfilm)